# Common law

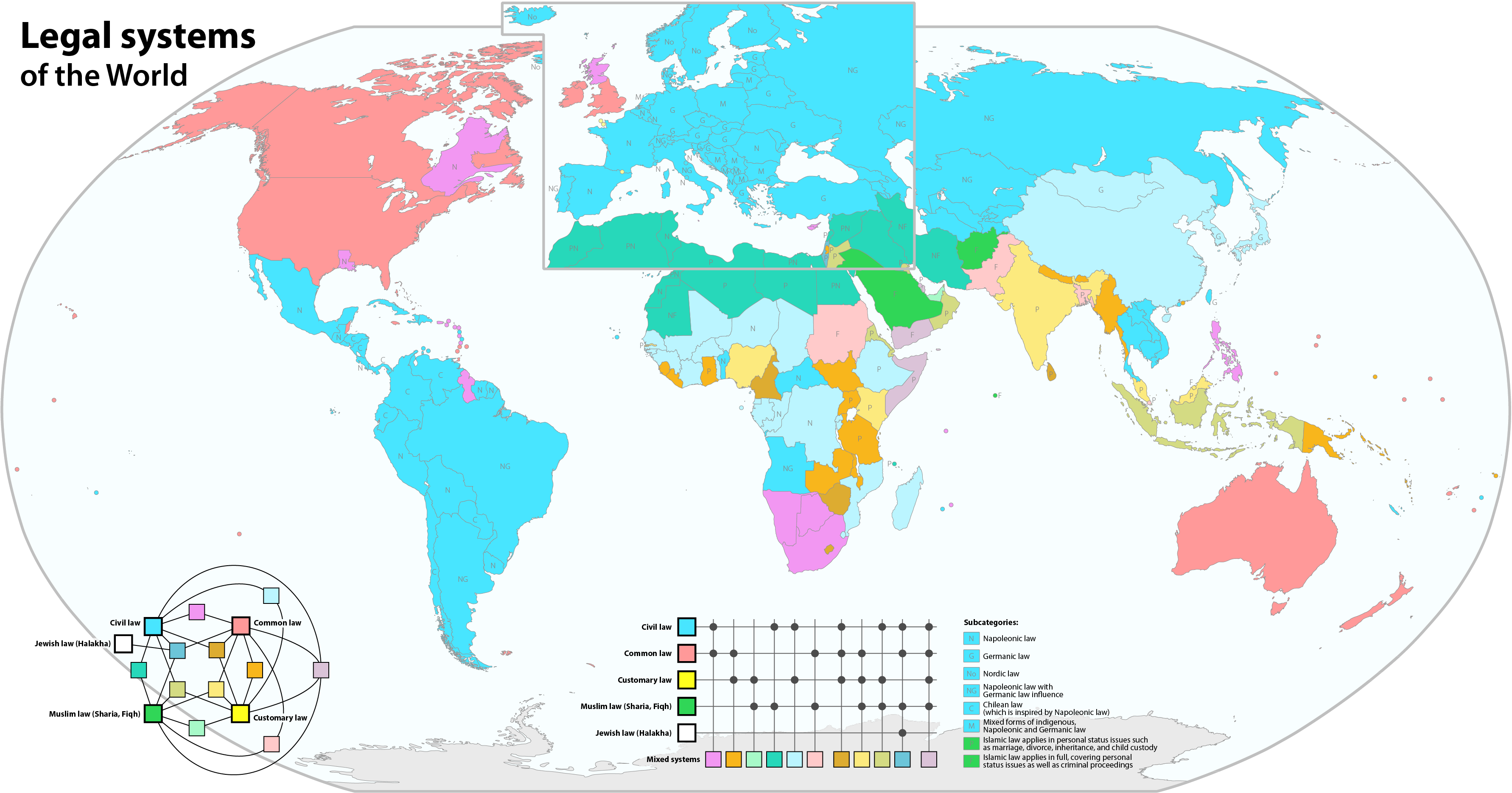
Mappa dei sistemi giuridici del mondo.

Il common law è un modello di ordinamento giuridico, di origine britannica, basato sui precedenti giurisprudenziali più che sulla codificazione e in generale su leggi e altri atti normativi di organi politici, come invece accade nei sistemi di civil law, derivanti dal diritto romano.
È un sistema nativo dell'Inghilterra medievale, successivamente diffusosi nei Paesi anglosassoni e negli Stati del Commonwealth. La locuzione common law può assumere altri significati a seconda del contesto.

## Storia

### Le origini e gli "Ordalia"

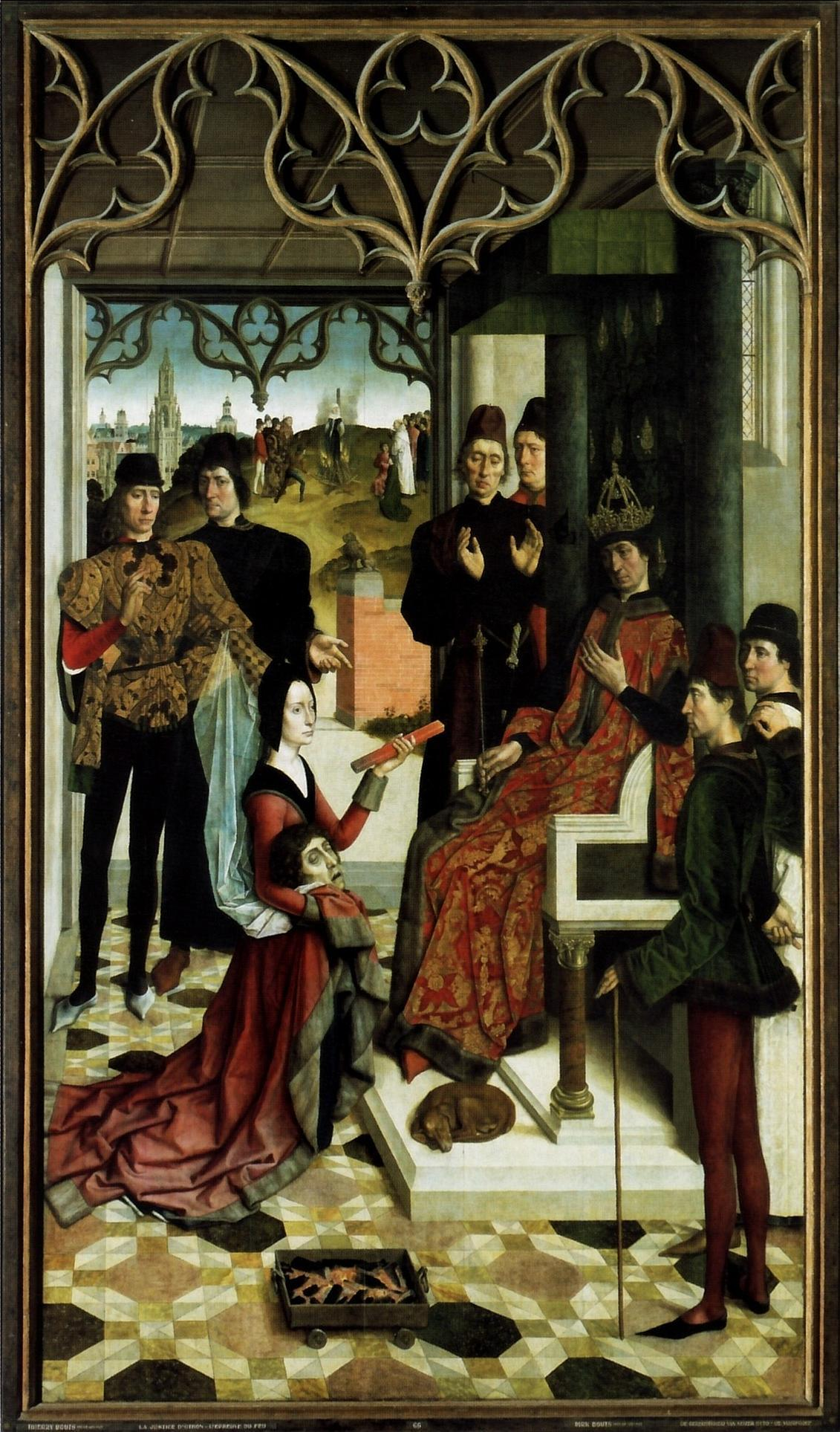
L'ordalia del fuoco di Dieric Bouts il Vecchio

Dopo la partenza dei Romani dalla Britannia, le popolazioni locali iniziarono ad amministrare la giustizia locale con consuetudini del posto, non scritte o raccolte in codici emessi dai sovrani, sovente applicate in maniera arbitraria. I processi si svolgevano generalmente davanti ad assemblee pubbliche (moots), che vagliavano le opposte ragioni dei contendenti. Per risolvere le controversie, si faceva largo ricorso ad istituti, come il giuramento e l'ordalia. Le forme di procedura erano in comune con quanto avveniva all'epoca negli Stati dell'Europa continentale influenzati dal diritto germanico. Principale mezzo di prova era il giuramento. Chi, convenuto o imputato (la distinzione tra processo civile e processo penale emergerà solo in tempi storici successivi), intendeva sostenere le sue tesi difensive, doveva giurare sulla loro corrispondenza al vero. Ciò non era comunque risolutivo, in quanto rendeva necessario che diverse persone (compurgators, o congiurati, nel senso di coloro che giurano insieme), in numero variabile a seconda della gravità del reato contestato o dell'importanza del diritto controverso, giurassero a loro volta sul fatto che la sua affermazione era stata clean and without perjury.
Nel diritto germanico tali compurgators (definiti aidi dai longobardi) non giuravano tanto sulla veridicità dei fatti asseriti dal giurante principale, ma sul fatto che questi fosse persona degna di fede. La procedura del giuramento, che era improntata ad un rigido formalismo, pena l'irrilevanza, si basava sul timore della pena che sarebbe toccata allo spergiuro nella vita ultraterrena. Non poteva ricorrere al giuramento chi fosse di condizione servile, chi fosse stato colto in flagrante o colui che fosse un noto spergiuro. Nel caso di costoro – come di colui, pure non rientrante nelle categorie anzidette, che non fosse comunque in grado di portare il richiesto numero di compurgators a sostegno delle sue tesi – si ricorreva all'ordalia o giudizio di Dio. L'ordalia avveniva in varie forme: il ferro rovente, in cui l'accusato doveva compiere nove passi con in mano un ferro arroventato; i vomeri roventi, in cui ad essere incandescenti erano i nove vomeri su cui si doveva camminare scalzi; l'acqua bollente, in cui si doveva immergere la mano in una pentola d'acqua che bolliva. La parte offesa da queste prove veniva quindi bendata. Dopo tre giorni, la fasciatura era tolta e, dal grado di guarigione della ferita, si ricavava la prova se quanto affermato corrispondeva o meno a verità.
Altra variante era quella dell'acqua fredda, riservata ai non liberi. Si benediceva uno stagno e vi s'immergeva l'accusato, legato ad una corda. Se questi affondava almeno fino ad un punto segnato sulla corda, era segno che l'acqua benedetta aveva accettato il sottoposto alla prova, in quanto non spergiuro. Riservato agli ecclesiastici era poi il boccone maledetto, prova che si riteneva superata se colui ad essa sottoposto riusciva ad inghiottire (senza masticarlo) un pezzo di pane a cui era stata mischiata una piuma.

### La conquista normanna e il trattato di Glanvill

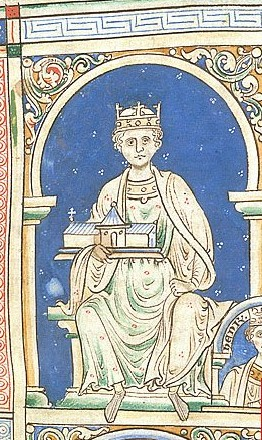
Enrico II d'Inghilterra. Regnò dal 1154 al 1189.

Dopo la conquista normanna dell'Inghilterra e la proclamazione di Guglielmo il Conquistatore a re d'Inghliterra nel 1066, il nuovo sovrano importò sull'isola il diritto normanno con le relative tradizioni, soprattutto il rapporto di vassallaggio tra il Re (proprietario di tutte le terre) e i suoi sudditi (ai quali, in cambio della loro fedeltà, erano concessi i fondi e la loro tutela e sicurezza).
A differenza del feudalesimo continentale, caratterizzato da tendenze centrifughe, il feudalesimo inglese, fortemente accentrato verso il Re, si strutturò fin dall'inizio su tre livelli:
1. il Re, proprietario originario di tutte le terre del Regno;
2. i diretti vassalli del Re, detti tenants-in-chief o Lords;
3. i vassalli dei Lords, detti tenants.

In questa fase, in Inghilterra esisteva una pluralità di ordinamenti giuridici sovrapposti, ciascuno con una sua giurisdizione. Oltre alla giurisdizione regia centrale, amministrata dalla corte reale, esistevano la giurisdizione locale dei Lords, la giurisdizione ecclesiastica e i resti delle giurisdizioni anglosassoni precedenti la conquista normanna. Tuttavia, già alla fine del XII secolo, si era affermato il principio cardine del common law per cui la pratica delle Corti centrali è ritenuta consuetudine del Regno, come attestato nel Tractatus de legibus et consuetudinibus regni Angliae, scritto su richiesta del re Enrico II d'Inghilterra da Ranulf de Glanvill, considerato la prima opera dottrinale di common law.
Esso contiene:
- la descrizione delle partizioni del diritto più sviluppato all'epoca (procedura; diritto criminale; diritto dei beni);
- la dipendenza della procedura dal sistema dei Writs;
- la notevole influenza del diritto romano.

### La giustizia regia e il sistema dei Writs
La corte regia sviluppò un suo ruolo superiore, nel sistema feudale, in tre ipotesi (carattere interstiziale):
1. Amministrazione dei Pleas of the Crown, per le questioni attinenti al Re (come proprietario) o la dignità della Corona e, in seguito, per la giurisdizione penale (intendendo il crimine come turbativa della pax regis);
2. Controllo sulle Corti feudali (a favore di chi non avesse ricevuto giustizia per qualsiasi motivo; il rimedio consisteva nell'accusa dei giudici feudali di fronte alla corte regia, a rischio di pene severe);
3. Amministrazione della giustizia fra i Lords, diretti vassalli del Re.

La giustizia centrale era amministrata inizialmente solo dai chierici, soggetti di estrazione ecclesiastica poiché erano le uniche persone istruite all'epoca. I chierici della cancelleria regia concedevano a coloro che avevano subito un torto e che ne facevano richiesta, dietro pagamento di una somma, un Writ, cioè un ordine scritto inviato dal Re al suo funzionario, lo sceriffo. Nel Writ erano riassunte le pretese dell'attore, il tipo di lesione, l'organo giurisdizionale competente, la procedura da seguire per ottenere una decisione e il rimedio da concedere. Il Writ veniva poi istruito dallo sceriffo presso la curia regis, l'assemblea, presieduta dal Re, con il compito di giudicare il caso, situata nella Westminster Hall a Londra. Presto poi venne creato il Magnum Concilium, un'assemblea di soli giudici poiché il Re (all'epoca Enrico I) non aveva la possibilità di essere sempre presente.
In linea di principio il contenuto del Writ era libero, consistendo l'atto in una descrizione del fatto e delle richieste; in pratica tuttavia i chierici utilizzavano sempre le stesse bozze (forms), tanto che a poco a poco il contenuto del writ venne a coincidere con l'azione. L'invenzione di un nuovo tipo di writ (form of writ) dava luogo così alla creazione di un nuovo tipo di azione (form of action) e, in ultima analisi, a una nuova branca del diritto

#### La separazione delle Corti diCommon LawdallaCuria Regis
Sotto il regno di Enrico III (1216-1272), tre Corti di Common Law si separarono dalla Curia Regis: il King's Bench con funzioni penali e di giudizio contro le turbative della pace del Regno, la Court of Common Pleas con il compito della giurisdizione civile e la Court of Exchequer che giudicava casi tributari.
Con la separazione dalla Curia Regis, i giudici delle Corti di Common Law persero il potere di amministrare la giustizia del caso concreto in deroga alle procedure di common law. Questo potere era loro concesso fino a quando avevano fatto parte della Curia, derivando dal Re la facoltà di creare nuovo diritto. Staccate dal Re, la legittimazione delle Corti divenne sapienziale.
Il potere di amministrare la giustizia del caso concreto rimase al Cancelliere del Re, in genere un ecclesiastico, che sovvertiva le decisioni di Common law in base ai principi d'equità del diritto canonico. Prima della separazione, le Corti regie acquisirono il potere di controllare l'operato di qualsiasi organo amministrativo o corte locale tramite i prerogative writs. Gradualmente, i giudici delle tre Corti di Westminster Hall vennero scelti sempre più tra i narratores, cioè gli avvocati (antenati dei barrister moderni) praticanti davanti a quelle stesse Corti, e non più tra gli ecclesiastici. Dalla metà del XIV secolo, i giudici superiori vennero scelti esclusivamente fra i narratores, che si erano associati nell'Order of the Coif e si erano stanziati nel Serjeant's Inn con l'appellativo di Serjeants at Law.

#### La giuria
Nel 1179 Enrico II sancisce la riforma della Magna Assise. Il sistema delle assizes prevedeva che alcuni giudici delle Corti centrali venissero inviati in periferia a giudicare di questioni determinate (on commission), come risultanti dal verdetto reso sulla contesa da una giuria di 12 testimoni (i Recognitores), convocati e interrogati dal giudice. La divisione netta, negli ordinamenti di common law tra punto di fatto, di competenza della giuria, e punto di diritto, di competenza del giudice, nasce con questa riforma.
Nel 1215, il Quarto concilio Laterano vietò ai chierici di partecipare ad ogni forma di ordalia. Conseguenza fu che l'ordalia, basata sul giudizio di fronte a Dio, iniziò ad essere abbandonata per le forzature degli avvocati, che cercavano di estendere l'applicazione delle forms of action per giuria.

### Le"Provisions of Oxford"
Nel 1258, a seguito della rivolta di alcuni baroni i quali mettevano in discussione il potere dei Chierici accusandoli di avere un potere eccessivo e spesso arbitrario che portò alla seconda guerra dei baroni, venne emanata una riforma, le Provisions of Oxford, che vietavano alla Cancelleria di emettere nuovi writs. A causa di questo divieto, le azioni processuali esperibili furono fissate e, tramite altre finzioni e forzature, i common lawyers estesero queste azioni alle nuove fattispecie via via che si presentavano.
Nello stesso periodo iniziò a stabilirsi la prassi di Stare decisis, cioè di seguire il precedente, anche per ragioni di certezza del diritto e per semplificare il lavoro dei giudici e degli avvocati, ostili a cambiamenti bruschi di un diritto altamente formalizzato. Questo principio è il diretto antenato della moderna Rule of Law, per cui nessun potere può essere esercitato al di fuori dei limiti e delle modalità stabilite dalla legge.

#### Il pleading
La diffusione della giuria come organo competente a decidere della questione di fatto (la questione di diritto era attribuita al giudice) rese il pleading compito principale degli avvocati. Il pleading consisteva nell'accurata preparazione del punto di fatto giuridicamente rilevante da far decidere alla giuria. Il punto deve consistere in un'affermazione (issue) di parte negata dalla controparte, consentendo alla giuria di decidere in termini di vero o falso. La procedura del diritto penale conserva la stessa struttura di fondo:
1. L'accusa presenta i fatti ascritti all'imputato;
2. L'imputato può rispondere con il Plea of innocence:
  - negando i fatti (general traverse);
  - negando alcuni fatti determinanti, come l'ascrivibilità (special traverse);
  - ammettendo i fatti e aggiungendone altri (confession and avoidance), con spostamento d'issue ove l'accusa neghi i nuovi fatti;

Fino al 1540, era ammesso l'istituto del demurrer, che consentiva ad una parte di riconoscere il contenuto del Plea in punto di fatto, negandone in punto di diritto le conseguenze giuridiche pretese dall'attore o dall'accusa. In tal modo si poteva escludere il ricorso alla giuria, competente a decidere sul fatto, e al demurrer seguiva una discussione di diritto tra i serjeants (giudici e avvocati), dopo la quale il demurrer era confermato o respinto.
Della discussione non restava traccia nei plea rolls, verbali delle decisioni. Le discussioni circa i demurrer proposti in Common Pleas divennero l'oggetto degli Year Books. Nel 1540, Enrico VIII vietò l'emendamento del pleading tramite demurrer e impose la forma scritta al pleading. Le discussioni di diritto si spostarono al momento successivo alla decisione.

#### LeForms of Action
L'effetto combinato delle forms of action, insieme alle Provisions of Oxford, fu alla base di alcuni caratteri fondamentali della moderna famiglia di Common law. Il sistema dei Writs causa la nascita di un ceto di giuristi pratici e tecnici e, di conseguenza, dello sviluppo extra universitario del diritto inglese. Il tecnicismo delle forms of action è causa di esistenza di sistemi di corti alternative a quelle di Common law, per le esigenze da queste non soddisfatte.
Questi sistemi alternativi hanno consentito al Common law di evolvere con il tempo senza perdere la propria natura. Fra questi sistemi alternativi, quello della Cancelleria ha prodotto diritto stabilizzatosi, in seguito, in una delle due branche del diritto inglese, l'equity.

### L'Equity
Nel XV secolo, in epoca Tudor, molti litiganti, insoddisfatti dalle decisioni dei giudici di Common Law, si rivolgevano al Cancelliere del Re. Il Cancelliere, di regola un ecclesiastico, amministrava la giustizia del caso concreto, applicando i principi canonistici e sovvertendo le decisioni di Common Law. Il diritto così prodotto fu chiamato equity, dall'aequitas richiamata dal Cancelliere.
La Cancelleria divenne presto una Corte monocratica, con avvocatura e personale propri. La procedura della Corte era detta bill procedure o procedura romano-canonistica, simile al modello inquisitorio continentale, scritta, rapida e informale. La giustizia del Cancelliere, pur frequente, manteneva carattere eccezionale ed egli agiva in personam, secondo le circostanze del caso concreto. In gran parte, la giurisdizione del Cancelliere era richiesta in materia proprietaria. I rimedi specifici della giurisdizione d'equity erano e sono l'esecuzione in forma specifica e la tutela inibitoria. I rimedi erano concessi tramite injunction alla parte soccombente. Intorno ai rimedi d'equity sono sorti, tramite generalizzazioni dottrinali, i diritti d'equity, detti anche equitable interests. Frutto dell'equity è anche l'istituto del Trust.
Nel frattempo, la Cancelleria si separò dal King's Council riguardo alle competenze giudiziarie (la maggior parte nel diritto privato). La separazione salvò l'equity dalle lotte del XVII secolo. La giurisdizione d'equity fu a lungo vista come una minaccia dai giudici di Common Law per diverse ragioni:
1. la lotta per la giurisdizione (dovuta al fatto che giudici e avvocati guadagnavano in base alle cause giudicate, che diminuivano quando le decisioni di una Corte fossero sovvertite da quelle di un'altra);
2. i pericoli di politicizzazione della giustizia (dovuta al fatto che il cancelliere era un funzionario del re ed a lui responsabile)
3. il pericolo dell'arbitrarietà delle decisioni del Cancelliere.

Il contrasto tra Common Law ed Equity era la conseguenza della lotta in corso fra la Corona (Tudor e Stuart) e le prerogative courts contro le Corti di Common Law ed il Parlamento. I sovrani Tudor cercarono di migliorare il diritto penale tramite un sistema di nuove ed efficienti Corti, che derivavano l'autorità dalla Corona. Parlamento e Corti di Common Law cercavano invece di mantenere lo status quo.

#### Sir Edward Coke e Lord Ellesmere
Con gli Stuarts il conflitto si aggravò a causa dell'uso politico di una delle Prerogative courts, la Star Chamber. Protagonisti di questa lotta, sotto Giacomo I Stuart, furono Sir Edward Coke (1º febbraio 1552–3 settembre 1634), Chief Justice del King's Bench dal 1613 al 1616, e Lord Ellesmere, Cancelliere di Giacomo I.
Coke sosteneva la sovranità delle Corti di Common Law, depositarie dell'antica consuetudine del Regno (vedi Dr. Bonham's Case) e garanti delle libertà dei cittadini. Lord Ellesmere abitualmente interferiva con le Corti di Common Law tramite Injunction e riapriva casi già giudicati. Sir Coke considerava illecite queste interferenze. Come reazione, istigò i litiganti a resistere alle decisioni di Lord Ellesmere, che li incarcerava per oltraggio alla Corte. Coke provvedeva quindi a liberarli con il Writ of Habeas Corpus. Lord Ellesmere e Francis Bacon (futuro Cancelliere) ottennero nel 1616 dal Re Giacomo I un provvedimento di legittimazione della prevalenza della decisione d'Equity su quella at law. Il provvedimento fu presto ritenuto illegittimo, ma non ripresero più le interferenze dell'equity. I successori di Lord Ellesmere, in primis Francis Bacon, esercitarono con moderazione le loro prerogative. Il rapporto fra Equity e Common Law da competitivo si avviava a divenire di convivenza relativamente pacifica.

#### Definizione dei rapporti fra Common Law ed Equity
Nel 1645 Carlo I d'Inghilterra rifiutò esplicitamente il potere di revoca dei giudici di cancelleria lasciando loro una maggiore autonomia, non solo: estese anche il loro incarico a vita evitando così che il successivo regnante potesse licenziarli.
Gli stessi giudici ormai avevano già attuato una loro responsabilizzazione: essi si sentivano vincolati dal precedente (come accadeva già per il Common law) e si astenevano dal giudicare materie già oggetto di idonea disciplina nelle corti regolari. In tal modo le differenze tra i due processi erano solo formali: i giudici di cancelleria potevano applicare solo gli istituti creati dall'Equity e non quelli di Common Law e viceversa.

### La guerra civile inglese e l'"Act of Settlement"
Durante il periodo che va dalla restaurazione monarchica (1660) alla Gloriosa Rivoluzione (1688), l'amministrazione della giustizia toccò il minimo dell'indipendenza e del prestigio. Con il regno di Guglielmo d'Orange ebbe fine la prassi di rimuovere i giudici ostili. Nel 1701, con l'Act of Settlement promulgato dalla Regina Anna, fu sancita l'inamovibilità formale dei giudici superiori di Common Law, stabilendo definitivamente la Rule of Law cara a Sir Edward Coke.

### IChief JusticeJohn Holt e Lord Mansfield
Sir John Holt (1642-1710), Lord Chief Justice of England and Wales dal 1689 al 1710, fu il magistrato che recuperò dignità e prestigio alla giustizia inglese dopo il periodo inter rivoluzionario. La sua magistratura anticipa i rinnovamenti introdotti da Lord Mansfield. Il suo successore, William Murray (1705-1793), poi Lord Mansfield, fu un grande Common Lawyer inglese, tuttavia le sue origini sono scozzesi. Mantenne sempre un forte interesse per il Diritto scozzese, che aveva seguito il modello europeo di recezione del diritto romano. Murray fu Lord Chief Justice dal 1756 al 1788. Nonostante la prassi di seguire il precedente stesse mutando verso l'obbligo di stare decisi, Murray intervenne continuamente per ammodernare il Common law.

## Le riforme giudiziarie e i "Judicature Acts"
Tra gli anni 1873-1875 con l'emanazione dei Judicature Acts si realizzarono importanti riforme giudiziarie; in base a tali disposizioni venne anzitutto sancito il superamento del sistema dei Writs, ormai superati, e riunirono poi le competenze dell'Equity e del Common Law senza più distinzioni: ciascun giudice era competente nell'applicazione sia delle norme derivanti dal primo che dal secondo indistintamente. Vennero poi istituite le County Courts e gli Special Tribunals, con compiti di risolvere le controversie tra cittadini e tra cittadini e Stato. In Inghilterra non c'era distinzione in procedimento amministrativo e in procedimento ordinario fino al 1982, quando la House of Lords, nel caso O'Reilly v. Mackman (All. E. Rep. 1982, 3, 1124), rese obbligatorio il procedimento amministrativo (application for Judicial Review, introdotto nel 1977 con l'Order 53 delle Rules of Supreme Court) in tutte le questioni di Public law. Inoltre, nella capitale venne definita e organizzata la Supreme Court Of Judicature composta in primo grado dalla High Court Of Justice e in secondo grado dalla Court Of Appeal. I Judicature Acts, approvati dai governi liberali, avevano soppresso la competenza giurisdizionale della House of Lords e abolito i writs.
Il successivo governo conservatore, nel 1876, pose nuovamente la House of Lords al vertice del giudiziario del Regno Unito, pur mantenendola esterna alla Supreme Court of Judicature. Affinché un processo venga istruito e giudicato dal grado superiore è presente un efficace sistema di filtri e di requisiti: ovviamente la richiesta della parte soccombente, un Leave (una specie di "lasciapassare") rilasciato dal tribunale di grado inferiore e l'accettazione del tribunale superiore. Tale procedimento è molto restrittivo: alla House Of Lords non giungono più di 30-40 procedimenti annuali.

### L'affermazione del principio dello"Stare decisis"
La prassi dello stare decisis si consolida nel XIX secolo con l'emanazione degli Judicature Acts e con la diffusione di law reports affidabili, che consentono una ricerca attendibile dei precedenti applicabili. Verso la fine dell'Ottocento, la prassi tende a diventare obbligo a seguire il precedente, in misura piena in ambito verticale, in misura limitata e temporanea in quella orizzontale. Stare decisis verticale significa che i precedenti di una Corte superiore vincolano i giudici delle Corti inferiori.
La Camera dei Lord stabilì il proprio obbligo a seguire i propri precedenti, dopo progressivi irrigidimenti nel corso del secolo, con London Street Tramways Co. Ltd v. London County Council nel 1898 superato successivamente nel 1966 con un practice statement, in cui afferma di non essere più autovincolata.

### Constitutional Reform Act e Supreme Court of the United Kingdom
Il Constitutional Reform Act del 2005 ha disposto la creazione di una Corte suprema del Regno Unito. A partire dal 2009, ad essa sono state attribuite le competenze giurisdizionali del Comitato d'Appello (cosiddetta Law Lords) della Camera dei Lord e quelle del Comitato Giudiziario del Consiglio Privato in materia di devoluzione. La riforma ha comportato la separazione formale tra giudiziario e legislativo, finora mancante.

## Caratteristiche generali

### Tratti distintivi e peculiarità
La denominazione di tale sistema giuridico viene spesso utilizzata nell'accezione più frequente in contrapposizione a civil law; in tale accezione Common law è usato come sinonimo di diritto anglosassone, mentre civil law indica i sistemi giuridici influenzati dal diritto romano propri dei paesi dell'Europa continentale e, almeno formalmente, anche della maggior parte dei paesi extra europei che non abbiano mai avuto rapporti coloniali con la Gran Bretagna. Esso si è sviluppato differentemente dal Civil law per una serie di ragioni strutturali:
- la continuità;
- la mancanza di codificazioni generali;
- la formazione pratica del giurista di Common law (formazione universitaria del giurista di Civil law);
- la selezione dei giudici fra i migliori avvocati superiori, i barrister (selezione burocratica dei giudici di Civil law);
- la precoce centralizzazione ed elevato prestigio delle Corti superiori inglesi (frammentazione delle Corti continentali fino all'assolutismo);
- il ridotto ruolo della dottrina giuridica universitaria nella formazione del diritto (elevato ruolo della dottrina continentale);
- l'assenza della recezione del diritto romano, salvo influenze su opere dottrinali;
- la giurisprudenza è la principale fonte del diritto, con un ridotto intervento del diritto legislativo (il diritto legislativo è prevalente nei paesi di Civil law);
- l'antica affermazione della Rule of Law (concetto analogo a stato di diritto);
- l'obbligatorietà del principio dello stare decisis (a partire dalla metà del XIX secolo);
- la mancanza della figura del notaio come intesa nei sistemi di civil law; le cui funzioni sono svolte dagli avvocati.

### L'importanza della giurisprudenza
Al contrario dei sistemi di civil law - che si basano su diritti codificati, ovvero un sistema di norme suddivise in categorie da genus a species (codice civile, penale, di procedura civile e penale) - il common law si caratterizza come un sistema giuridico di diritto non codificato che si basa su un modello di "precedente giurisprudenziale", attraverso il quale i giudizi vengono stabiliti sulla base di altre precedenti sentenze di casi tra loro molto simili, consolidandosi nel tempo. Per il diritto anglosassone (e per le varie declinazioni coloniali o post-coloniali) la procedura precede e prevale sulla sostanza. In mancanza di un sistema giuridico (che nell'Europa medievale continentale è nato nelle Università e non nella pratica e che è lontano dalla concezione anglosassone di diritto) il diritto sostanziale è stato elaborato come soluzione concreta al caso concreto, senza che dovesse esservi una preesistente previsione alla quale il giudice potesse fare riferimento: remedies preceed rights. Tale è la rilevanza della procedura che si è giunti a dire da uno dei padri dell’antropologia giuridica.

### Il ruolo della legislazione scritta
La statute law (o statutory law) indica il complesso di norme codificate in modalità scritta emesse dal legislatore in senso proprio, rappresentando quindi una fonte del diritto diversa dalla case law, ossia il diritto di creazione giurisprudenziale.

## Istituti e principi

### Equity
L'equity identifica un insieme di principi di diritto adottati secondo equità seguiti negli Stati che adottano il sistema di Common law.
La differenza si sostanzia in ordine non logico ma procedurale: le azioni e i relativi diritti discendenti dal sistema di common law (ad esempio l'azione di responsabilità per danni) sono detti at law, mentre gli altri diritti e azioni (es. l'azione di risoluzione contrattuale) sono detti in equity.
Il VII emendamento della Costituzione degli Stati Uniti che recita:
In Suits at common law [...] the right of trial by jury shall be preserved
si riferisce per l'appunto alle sole azioni in law. È importante per il giurista continentale rammentare tale ultima bipartizione, in quanto spesso in law viene tradotto come "secondo diritto" e in equity come "secondo equità"; che è in realtà errato.

### Habeas corpus
Habeas corpus è un tipo di ordinanza emessa da un giudice di portare un prigioniero al proprio cospetto, per verificarne le condizioni personali ed evitare una detenzione senza concreti elementi di accusa.

### Hue and cry
Uno hue and cry (grido d'allarme - pianto con clamore), nei sistemi di common law, indica un procedimento attraverso il quale gli astanti sono chiamati a contribuire alla cattura di un criminale che è stato visto da testimoni nell'atto di commettere un delitto.

### Stare decisis
Con stare decisis si indica un principio generale dei sistemi in base al quale un giudice è obbligato a conformarsi alla decisione adottata in una precedente sentenza, nel caso in cui la fattispecie portata al suo esame sia identica a quella già trattata nel caso in essa deciso.

### Trust
Il trust è un istituto giuridico che serve a regolare una molteplicità di rapporti giuridici di natura patrimoniale (isolamento e protezione di patrimoni, gestioni patrimoniali controllate in alcune materie.

### Writ
Il Writ era un ordine con cui il Re ordinava ad un individuo di intraprendere una determinata azione; successivamente a partire da Enrico II d'Inghilterra divenne un atto accessibile anche ai privati dietro pagamento, al fine di procurarsi una tutela giuridica, rilasciato dalla cancelleria reale.

## Diffusione nel mondo
Tale sistema del common law è attualmente in vigore in Stati come Regno Unito (esclusa la Scozia), Stati Uniti d'America, (escluso lo Stato della Louisiana), Australia, Canada (esclusa la provincia del Quebec) e Hong Kong.
Altre nazioni hanno poi adattato il sistema del common law alle loro tradizioni, creando così un sistema misto. Per esempio, l'India, la Nigeria, la Sierra Leone, il Gambia, il Ghana, il Kenya, Uganda adottano il sistema del common law frammisto a regole giuridiche di stampo religioso.

### Canada
L'esperienza costituzionale del Canada costituisce un tentativo riuscito di far convivere istituti appartenenti a tradizioni giuridiche diverse e di innestare figure di civil law in un contesto di Common law. Con l'approvazione del Constitution Act nel 1982 venne posto un collegamento tra le due culture differenti: dall'esperienza europea continentale "importa" la codificazione costituzionale dei diritti fondamentali della persona, da quella statunitense istituisce un sistema di controllo di legittimità costituzionale proprio della judicial review definendo una corte suprema dedita al compito. Viene sancita anche l'inapplicabilità di leggi contrarie alla costituzione e il carattere rigido della stessa. Attraverso la notwithstanding clause permane comunque un forte principio di sovereignity of parliament proprio del Regno Unito esempio principe di ordinamento giuridico di Common law.

### Stati Uniti d'America
Il diritto degli Stati Uniti d'America si basa sul common law, sebbene ci siano anche altre importanti come lo United States Code che rappresenta il diritto codificato. La parità tra le due fonti è stata superata con l'avvento del positivismo giuridico, che sancisce la fine del general common law e impone la ricerca di una fonte scritta nel diritto degli Stati Uniti: ciò «viene consacrato dalla Corte suprema nel 1938, nella sentenza Erie v. Tompkins. In questa pronuncia si afferma che a dover trovare applicazione sono sempre le leggi dei singoli Stati della federazione, salvo nelle materie disciplinate dalla Costituzione o da legge federale; dunque, fino all'intervento di una norma legislativa scritta non è possibile applicare norme diverse, come appunto il general common law».
Accanto a queste due fonti principali ci sono gli executive orders, che possono essere emanati dal Presidente degli Stati Uniti d'America e dai governatori degli Stati federati degli Stati Uniti d'America e sono subordinati alla legge statale e federale.